# Мічурінський (Калінінградська область)
Мічурінський (рос. Мичуринский) — селище Німанського району, Калінінградської області Росії. Входить до складу Німанського міського поселення.
Населення —  384 особи (2015 рік). 